# 选矿工程
选矿工程的研究内容是将低品位的矿物进行加工、提纯，主要目的是提高矿物的品位，去除矿物的杂质，例如去除煤炭中的灰分、硫、磷等杂质。选矿工程的对象主要有金属矿石、煤炭等，选矿的手段主要是物理方法和化学方法。